# Aeroport de Mosteiros
L'aeroport de Mosteiros (codi IATA: MTI, codi OACI: GVMT) fou un aeroport d'ús públic situat vora Mosteiros, São Filipe, Cap Verd. Ha estat tancat durant molts anys.